# Гней Педий Каск
Гней Пе́дий Каск (лат. Gnaeus Pedius Cascus; умер после 71 года) — римский политический деятель из знатного плебейского рода Педиев, консул-суффект 71 года.

## Биография
В 71 году Каск занимал должность консула-суффекта вместе с будущим императором Домицианом. Затем он находился на посту легата-пропретора провинции Далмация. Больше о нём ничего неизвестно.